# Natació als Jocs Olímpics d'estiu de 2012 - relleus 4x100 metres lliures femenins
La prova dels relleus 4x100 metres lliures femenins dels Jocs Olímpics d'Estiu de 2012 es va disputar el 28 de juliol al London Aquatics Centre.

## Rècords
Abans de la prova els rècords del món i olímpic existents eren els següents:
| Rècord del món | Països Baixos · Inge Dekker (53.61) · Ranomi Kromowidjojo (52.30) · Femke Heemskerk (53.03) · Marleen Veldhuis (52.78) | 3:31.72 | 26 de juliol de 2009 | Roma (Itàlia) | [ 2 ] [ 3 ] |
| Rècord olímpic | Països Baixos · Inge Dekker (54.37) · Ranomi Kromowidjojo (53.39) · Femke Heemskerk (53.42) · Marleen Veldhuis (52.58) | 3:33.76 | 10 d'agost de 2008   | Pequín (Xina) | [ 4 ]       |

Durant la competició es produeixen els següents rècords en aquesta prova:
| Data         | Prova | Nom | Temps   | Rècord |
| ------------ | ----- | --- | ------- | ------ |
| 28 de juliol | Final | Austràlia · Alicia Coutts (53.90) · Cate Campbell (53.19) · Brittany Elmslie (53.41) · Melanie Schlanger (52.65) | 3:33.15 | OR     |

## Medallistes
| Or | Plata | Bronze |
| Austràlia · Alicia Coutts, Cate Campbell, Brittany Elmslie, · Melanie Schlanger, Emily Seebohm*, Yolane Kukla*, Libby Trickett* | Països Baixos · Inge Dekker, Marleen Veldhuis, Femke Heemskerk, · Ranomi Kromowidjojo, Hinkelien Schreuder* | Estats Units · Missy Franklin, Jessica Hardy, Lia Neal, · Allison Schmitt, Amanda Weir*, Natalie Coughlin* |

Els indicats amb un * sols van prendre part en les sèries preliminars

## Resultats

### Sèries
| Pos. | Sèrie | Línia | País            | Nedadors                                                                                                  | Temps   | Notes |
| ---- | ----- | ----- | --------------- | --- | ------- | ----- |
| 1    | 2     | 3     | Austràlia       | Emily Seebohm (54.24) Brittany Elmslie (53.41) Yolane Kukla (54.61) Libby Trickett (54.08)                | 3:36.34 | Q     |
| 2    | 1     | 4     | Estats Units    | Lia Neal (54.15) Amanda Weir (54.37) Natalie Coughlin (54.08) Allison Schmitt (53.86)                     | 3:36.53 | Q     |
| 3    | 2     | 4     | Països Baixos   | Marleen Veldhuis (54.73) Inge Dekker (53.79) Hinkelien Schreuder (55.62) Femke Heemskerk (53.59)          | 3:37.76 | Q     |
| 4    | 1     | 6     | R.P. de la Xina | Tang Yi (53.86) Qiu Yuhan (54.85) Wang Haibing (54.14) Wang Shijia (55.06)                                | 3:37.91 | Q     |
| 5    | 1     | 5     | Japó            | Haruka Ueda (54.22) Yayoi Matsumoto (54.23) Miki Uchida (54.47) Hanae Ito (55.14)                         | 3:38.06 | Q     |
| 6    | 2     | 2     | Dinamarca       | Pernille Blume (54.44) Mie Nielsen (54.49) Lotte Friis (55.97) Jeanette Ottesen Gray (53.19)              | 3:38.09 | Q, NR |
| =7   | 1     | 2     | Regne Unit      | Amy Smith (54.29) Jess Lloyd (54.53) Caitlin McClatchey (54.64) Rebecca Turner (54.75)                    | 3:38.21 | Q     |
| =7   | 1     | 3     | Suècia          | Sarah Sjöström (54.31) Michelle Coleman (54.14) Ida Marko-Varga (54.57) Gabriella Fagundez (55.19)        | 3:38.21 | Q     |
| 9    | 2     | 5     | Alemanya        | Britta Steffen (54.43) Silke Lippok (55.30) Lisa Vitting (54.77) Daniela Schreiber (54.66)                | 3:39.16 |       |
| 10   | 1     | 7     | Rússia          | Veronika Popova (54.30) Nataliya Lovtsova (55.00) Viktoriya Andreyeva (55.27) Margarita Nesterova (55.02) | 3:39.59 |       |
| 11   | 2     | 6     | Canadà          | Victoria Poon (54.67) Julia Wilkinson (54.38) Samantha Cheverton (54.93) Heather Maclean (55.62)          | 3:39.60 |       |
| 12   | 2     | 7     | Itàlia          | Alice Mizzau (55.17) Federica Pellegrini (54.28) Laura Letrari (55.74) Erika Ferraioli (54.55)            | 3:39.74 |       |
| 13   | 1     | 8     | Belarús         | Aleksandra Gerasimenya (53.85) Svetlana Khokhlova (54.96) Oksana Demidova (55.94) Yuliya Khitraya (55.92) | 3:40.67 |       |
| 14   | 2     | 1     | Nova Zelanda    | Tash Hind (55.93) Penelope Marshall (55.82) Amaka Gessler (55.77) Hayley Palmer (55.03)                   | 3:42.55 |       |
| 15   | 1     | 1     | Hongria         | Ágnes Mutina (56.05) Evelyn Verrasztó (55.80) Éva Risztov (57.81) Eszter Dara (55.13)                     | 3:44.79 |       |
| 16   | 2     | 8     | Grècia          | Theodora Drakou (55.42) Nery Mantey Niangkouara (55.52) Theodora Giareni (57.26) Kristel Vourna (57.35)   | 3:45.55 |       |

### Final
| Pos.   | Línia | País            | Nedadors                                                                                         | Temps   | Notes |
| ------ | ----- | --------------- | ------------------------------------------------------------------------------------------------ | ------- | ----- |
| Or     | 4     | Austràlia       | Alicia Coutts (53.90) Cate Campbell (53.19) Brittany Elmslie (53.41) Melanie Schlanger (52.65)   | 3:33.15 | OR    |
| Argent | 3     | Països Baixos   | Inge Dekker (54.67) Marleen Veldhuis (53.80) Femke Heemskerk (53.39) Ranomi Kromowidjojo (51.93) | 3:33.79 |       |
| Bronze | 5     | Estats Units    | Missy Franklin (53.52) Jessica Hardy (53.53) Lia Neal (53.65) Allison Schmitt (53.54)            | 3:34.24 | AM    |
| 4      | 6     | R.P. de la Xina | Tang Yi (53.58) Qiu Yuhan (54.49) Wang Haibing (54.03) Pang Jiaying (54.65)                      | 3:36.75 |       |
| 5      | 8     | Regne Unit      | Amy Smith (54.27) Francesca Halsall (53.29) Jess Lloyd (54.65) Caitlin McClatchey (54.81)        | 3:37.02 |       |
| 6      | 7     | Dinamarca       | Pernille Blume (54.52) Mie Nielsen (54.04) Lotte Friis (55.72) Jeanette Ottesen Gray (53.24)     | 3:37.45 | NR    |
| 7      | 2     | Japó            | Haruka Ueda (54.34) Yayoi Matsumoto (54.52) Miki Uchida (54.43) Hanae Ito (54.67)                | 3:37.96 |       |
| -      | 1     | Suècia          | Michelle Coleman (54.57) Sarah Sjöström (53.91) Ida Marko-Varga (55.01) Gabriella Fagundez       | DSQ     |       |

OR - Rècord Olímpic / NR - Rècord nacional / AM - Rècord d'Amèrica / DSQ - Desqualificat